# 赤間幸弘
赤間 幸弘（あかま ゆきひろ、1962年〈昭和37年〉12月1日 - ）は、日本の政治家。福岡県嘉麻市長（3期）。

## 来歴
福岡県山田市（現嘉麻市）出身。1985年（昭和60年）3月、久留米工業大学工学部卒業。同年6月、山田市役所に臨時職員として採用される。1986年（昭和61年）10月、明治記念病院に勤務。1991年（平成3年）7月、介護老人福祉施設に勤務。
2001年（平成13年）12月、山田市議会議員に就任。
2006年（平成18年）3月27日、山田市・稲築町・碓井町・嘉穂町の1市3町が合併し嘉麻市が発足。それと共に嘉麻市議会議員に就任。
2010年（平成22年）4月18日に行われた嘉麻市市長選挙に出馬。現職の松岡賛、元県議の高橋義治を相手に戦うも次点で落選（松岡：9,374票、赤間：7,815票、高橋：7,250票）。投票率は66.62％。
2014年（平成26年）4月6日公示、4月13日投票の嘉麻市長選挙において無投票により初当選。4月23日、市長就任。
2018年（平成30年）4月15日投開票の市長選挙で再選。